# Travesseiro
Travesseiro is een gemeente in de Braziliaanse deelstaat Rio Grande do Sul. De gemeente telt 2.471 inwoners (schatting 2009).